# Robert Doyle

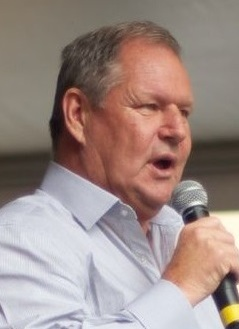

Robert Keith Bennett Doyle (ur. 20 maja 1953 w Melbourne) – australijski polityk, członek Liberalnej Partii Australii. Od 2008 roku Lord Mayor miasta Melbourne (w 2012 roku wybrany na kolejną kadencję).

## Odznaczenia
- Towarzysz Orderu Australii (2017, odebrany w 2023)[3]